# Méndez Núñez (Filipinas)
Méndez Núñez es un municipio en la provincia de Cavite, Filipinas, ubicada aproximadamente 66 km al sur de Manila via Tagaytay y Dasmariñas.
El municipio fue nombrado por Casto Méndez Núñez, contraalmirante del Real Armada Española.

## Barangayes
Méndez Núñez se divide administrativamente a 25 barangayes:
| - Anuling Lejos I (Anuling) - Asis I - Galicia I - Palocpoc I - Panungyan I - Población I (Barangay I) - Población II (Barangay II) - Población III (Barangay III) - Población IV (Barangay IV) - Población V (Barangay V) - Población VI (Barangay VI) - Población VII (Barangay VII) | - Anuling Cerca I - Anuling Cerca II - Anuling Lejos II - Asis I - Asis II - Asis III - Banayad - Bukal - Galicia II - Galicia III - Miguel Mojica - Palocpoc II - Panungyan II |